# Tracy Bonham

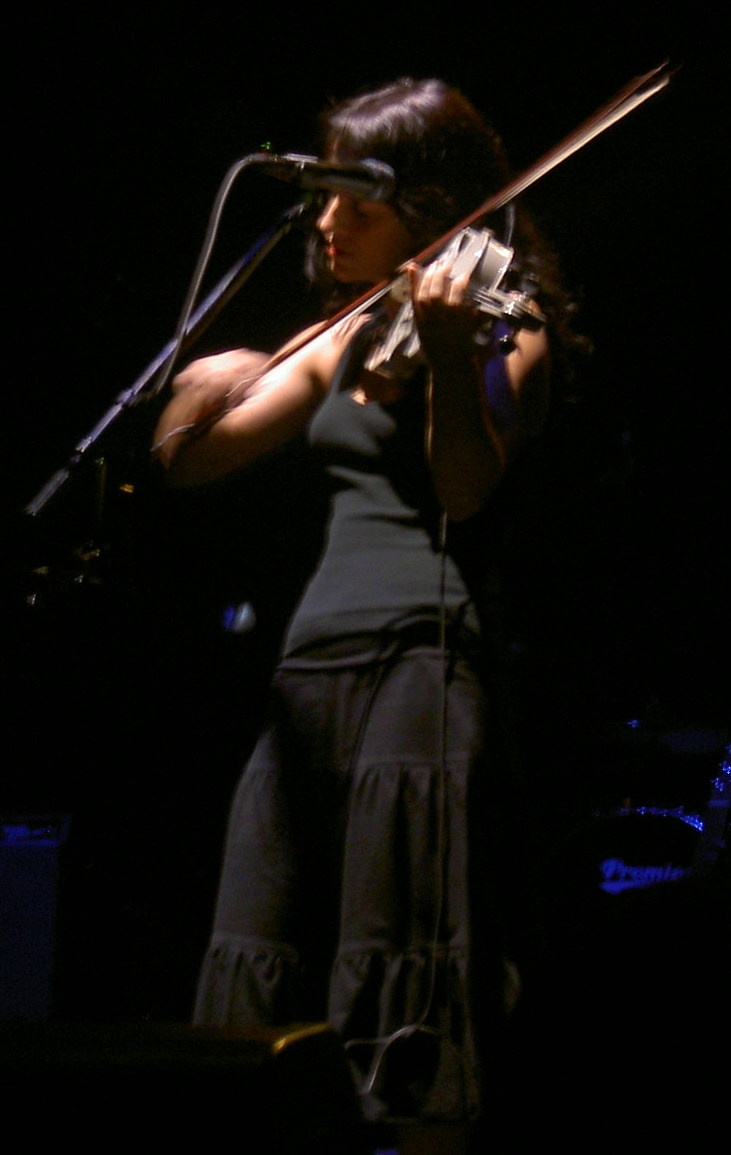
Tracy Bonham actuando en el Webster Hall (Nueva York).

Tracy Bonham (Boston, Massachusetts, 16 de marzo de 1967) es una cantante, compositora, violinista de formación clásica y pianista estadounidense. 
Su sencillo más conocido es «Mother mother», perteneciente a su álbum debut "The Burdens of Being Upright", por el cual recibió en 1997 dos nominaciones Grammy al Mejor Álbum pop y Mejor Interpretación Vocal pop Femenina. Está casada con el editor ejecutivo de la revista Rolling Stone Jason Fine.

## Discografía
Álbumes
- The Burdens of Being Upright - 1996
- Down Here - 2000
- Blink the Brightest - 2005
- Masts of Manhatta - 2010

EP
- The Liverpool Sessions - 1995 (EP)
- Bee - 2003 (EP)
- Something Beautiful - 2005 (EP/DVD)
- In The City/In The Woods - 2006 (EP)

Sencillos
- «Sunshine» - 1995 (LP Sencillo)
- «Dandelion» - 1995 (promo- sólo sencillo)
- «Mother Mother» (song) - 1996 (Sencillo)
- «The One» - 1996 (Sencillo)
- «Sharks Can't Sleep» - 1996 (Sencillo)
- «Navy Bean» - 1996 (Promo- sólo casete sencillo)
- «Behind Every Good Woman» - 2000 (Sencillo)
- «Something Beautiful» - 2005 (promo- sólo sencillo)
- «Shine» - 2005 (promo- sólo sencillo)

Lanzamientos digitales
- Carry Me Home - 2008 (Descarga)
- Your Night Is Wide Open - 2008 (Descarga)
- The Size of My Fist - 2008 (Disponible en iTunes)
- The Indelible Man - 2008 (Disponible en iTunes)
- In My Heart (Bill Withers cover) - 2009 (disponible en iTunes y el álbum recopilatorio "Before The Goldrush")